# Акрон (аэропорт)
Международный аэропорт Акрон-Фултон (англ. Akron Fulton International Airport, (ИАТА: AKC, ИКАО: KAKR, FAA LID: AKR)) — государственный гражданский аэропорт авиации общего назначения, расположенный в городе Акрон (Огайо), США. Аэропорт находится в муниципальной собственности города.

## Общие сведения
Аэропорт введён в эксплуатацию в 1929 году и позднее назван по имени его старожила, менеджера Бена Икариуса «Коротышки» Фултона. Несмотря на общую ориентацию аэропорта на обслуживание рейсов авиации общего назначения, в нём размещается технически оснащённый пункт таможенного контроля США, поэтому сам аэропорт считается международным. До 1950-х годов Международный аэропорт Акрон Фултон обслуживал регулярные коммерческие рейсы, в данное время он используется для грузовых и пассажирских рейсов авиации общего назначения и самолётов бизнес-авиации.

## Операционная деятельность
Международный аэропорт Акрон Фултон занимает площадь в 474 гектара, расположен на высоте 325 метров над уровнем моря и эксплуатирует две взлётно-посадочные полосы:
- 7/25 размерами 1932 x 46 метров с асфальтовым покрытием;
- 1/19 размерами 712 x 30 метров с асфальтовым покрытием.

За период с 22 мая 2007 года по 22 мая 2008 года Международный аэропорт Акрон Фултон обработал 26 000 операций взлётов и посадок самолётов (в среднем 71 операция ежедневно), из них 98 % пришлось на авиацию общего назначения, 1 % — на рейсы аэротакси и менее 1 % заняла военная авиация.